# Brachyta caucasica
Brachyta caucasica är en skalbaggsart. Brachyta caucasica ingår i släktet Brachyta och familjen långhorningar.

## Underarter
Arten delas in i följande underarter:
- B. c. caucasica
- B. c. kubanica